# استان فونگسالی
استان فونگسالی (به لاتین: Phongsaly Province) یک لائوس در لائوس است که در شمال این کشور واقع شده‌است.

## خصوصیات
استان فونگسالی ۱۶٬۹۲۵ کیلومترمربع مساحت و ۱۹۹٬۹۰۰ نفر جمعیت دارد.